# Get Your Number
Singles de Mariah Carey
Shake It Off
(2005) Don't Forget About Us
(2005)
Get Your Number est une chanson de l'artiste américaine Mariah Carey. Elle est écrite par Carey, Jermaine Dupri, Johntà Austin et Bryan Michael Cox et produite par Carey, Dupri et LRoc. Elle est le troisième single de son dixième album studio intitulé The Emancipation of Mimi. Elle est construite sur un échantillon de la chanson Just an Illusion du groupe Imagination et à cause du droit d'auteur, les noms des auteurs-compositeurs doivent figurer sur les crédits de Get Your Number. Les paroles décrivent une personne qui demande avec insistance le numéro de téléphone de quelqu'un d'autre dans une discothèque.
La chanson reçoit des avis mitigés lors de sa sortie. Certains louent l'utilisation de l'échantillon, la production et les paroles alors que d'autres les critiquent. Get Your Number est le troisième single de l'album en Europe mais il sort dans certains pays en double face A avec Shake It Off. Elle connaît le succès dans certains pays et atteint le top 10 en Finlande, aux Pays-Bas et au Royaume-Uni. La chanson paraît en single dans la région australasienne début 2006, en tant que cinquième single de l'album, où elle atteint le top 20 en Australie et la 34e place en Nouvelle-Zélande.
Le clip est réalisé par Jake Nava qui a auparavant filmé celui de Shake It Off. Il tourne à Los Angeles les 1er et 2 septembre 2005. Jermaine Dupri joue le rôle de l'artiste secondaire du clip tandis que Michael Ealy interprète l'homme qui attire Carey. L'action se déroule principalement dans une discothèque où Carey glisse les chiffres de son numéro un par un à un inconnu. Tout au long du clip, on la voit dans différentes pièces avec plusieurs vêtements. Dupri, quant à lui, joue le rôle d'un homme qui reçoit les numéros de trois filles dans la discothèque.

## Genèse
En 2001, Carey souffre de problèmes personnels et doit abandonner toute promotion pour son album Glitter et le film du même nom,. Alors qu'elle est hospitalisée pour raison de fatigue, le film reçoit des critiques acerbes tout comme la bande originale et est un échec commercial,. À la suite de son absence auprès du grand public et de l'annulation de sa promotion pour le film et le concert, son contrat de cent millions de dollars avec Virgin Records est ramené à cinquante,. Après cela, Carey achève son contrat avec le label et commence à travailler sur l'album qui doit être son retour à la scène : Charmbracelet,. Même s'il porte une attention médiatique sur le retour de Carey à la musique et son contrat avec Island Records, il n'atteint pas les ventes qu'elle a connu dans les années 1990 mais s'écoule tout de même à cinq millions d'exemplaires,. Après être partie en tournée, elle commence à travailler sur un album intitulé The Emancipation of Mimi.

## Développement
En novembre 2004, Carey a déjà enregistré plusieurs chansons pour son dixième album studio intitulé The Emancipation of Mimi. Lorsqu'elle s'entretient avec L.A. Reid, celui-ci lui suggère de produire quelques bons singles pour que le projet tienne dans le commerce. Il s'appuie sur le fait qu'elle a écrit quelques tubes avec Jermaine Dupri pour la pousser à aller le rejoindre à Atlanta. Lors d'une interview avec MTV, elle reparle de cet entretien : « L.A. m'a dit, « Jermaine Dupri et toi faites quelque chose de magique ensemble, pourquoi n'irais-tu pas en studio avec lui ? » J'ai répondu : « J'adore Jermaine, il est libre ? Je sais qu'il fait beaucoup de choses, avec Usher, tout ça... ». Mais Jermaine a dit : « OK, viens » ». Durant ces deux jours, le duo écrit et produit trois et même quatre singles éventuels avec parmi eux, Shake It Off et Get Your Number. À ce moment-là, Carey et son label décide de changer le premier single, qui devait être Say Somethin', au profit de Shake It Off. En effet, lorsqu'elle a entendu le morceau, elle s'est dit : « C'est ma chanson préférée » et décide de la choisir comme premier single.
Lors de l'un de ses derniers entretiens avec Reid, elle décide de retourner à Atlanta, dans l'espoir d'écrire d'autres belles chansons. Lors du second voyage, Dupri et elle écrivent deux dernières chansons et l'ajoutent à l'album, il s'agit de We Belong Together et It's Like That. Elle dit : « OK, nous aimons Shake It Off. Nous ne savons pas comment nous pourrions faire mieux, alors essayons. Il se trouve que It's Like That peut être le meilleur coup de fouet pour l'album et que We Belong Together est la meilleure chanson ». Après avoir écouté les deux dernières pistes qu'ils ont composées, Carey et son label choisissent It's Like That à l'unanimité comme premier single même si Carey aurait préféré que ce soit Shake It Off. Carey raconte son voyage à Atlanta : « Je lui étais si reconnaissante à mon arrivée. Je lui ai dit que nous avions écrit la plupart de mes chansons favorites sur l'album. Je suis tellement fière de Jermaine – il est tellement concentré, et il sait ce qu'il faut faire. Vous ne pouvez jamais assez remercier son talent ».

## Musique et paroles
Get Your Number est une chanson de trois minutes et quinze secondes qui s'inspire de la pop et du R&B. Écrite par Carey, Jermaine Dupri et Johntà Austin puis produite par LRoc, la chanson reprend Just an Illusion du groupe Imagination, et utilise des « synthétiseurs style années 80 » en harmonie avec d'autres instruments informatisés,. À cause de l'échantillon, John Phillips, Steve Jolley, Tony Swain et Ashley Ingram font partie des paroliers de Get Your Number. Dans la chanson, Dupri ajoute quelques ad-libs et chante une partie du refrain, ce qui lui vaut le statut d'artiste secondaire. Outre Dupri, Trey Lorenz, un vieil ami de Carey, fait les chœurs dans la chanson. Selon la partition musicale publiée par Musicnotes.com d'Alfred Music Publishing, la chanson a une mesure en 4/4 et un tempo modéré de 126 pulsations par minute. La chanson est composée dans la tonalité de Fa mineur et la gamme vocale de Carey s'étend des notes Si3 à La5. La chanson est écrite d'un point de vue féminin et parle d'une fille qui demande le numéro d'un homme dans une discothèque. Lors d'une interview avec MTV, Carey parle des paroles en disant que Dupri « voulait absolument que cela vienne d'une fille qui demanderait le numéro d'un gars. En toute honnêteté, cela ne me ressemblera jamais ». Carey interprète quelques passages en rap, notamment quand elle dit : « I got a big bad house / With a sick hot tub / We can watch a flat screen / While the bubbles filling up, ». Selon Jozen Cummings de PopMatters, la voix de Carey et les paroles rendent la chanson « amusante et comique ».

## Accueil

### Critique
Get Your Number reçoit généralement des critiques mitigées. Beaucoup complimentent l'usage de la mélodie de Just an Illusion cependant, d'autres critiquent les paroles et les couplets de Dupri. Caroline Sullivan de The Guardian choisit Stay the Night et Get Your Number comme étant « les premières pistes de Mariah depuis des années que je n'aurais pas à acheter pour les réécouter ». Barry Walters de Rolling Stone critique la production de la chanson mais complimente sa performance vocale en écrivant : « la voix élaborée de Carey trouve une balance agréable ». Jozen Cummings de PopMatters trouve que les couplets de Dupri sont des « nasillements de gangster ennuyeux » et trouve également la production « ennuyeuse ». Todd Burns de Stylus Magazine trouve que le duo est « raté » et écrit : « Carey doit mettre toute son énergie pour se sauver des machinations de Dupri. Cela prend à peine place, malgré toutes les tentatives de Dupri à ressembler à Lil' Jon et Pharrell Williams ». Sal Cinquemani de Slant Magazine considère Get Your Number comme « un hymne estival » tandis que Michael Paoletta de Billboard la trouve « entraînante et stupide ». Jim Abbott d'Orlando Sentinel trouve la piste « sexy et séduisante » tandis qu'un journaliste de Newsweek déclare que c'est une chanson qui « marche, ». Un journaliste du Parisien trouve qu'avec l'échantillon, la chanson « se révèle jubilatoire ».

### Commercial

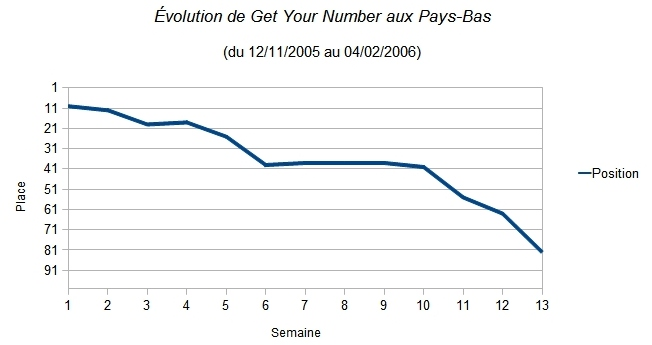
Évolution de Get Your Number dans le hit-parade néerlandais.

En Europe et Asie, Get Your Number est le troisième single de The Emancipation of Mimi alors qu'il en est le cinquième en Australasie. Au Royaume-Uni, elle sort en double face A avec Shake It Off, le single qui sort aux États-Unis à ce moment-là. En Australie, Get Your Number entre à la 19e place dans la semaine du 12 mars 2006. Elle en ressort au bout de dix semaines. Dans le hit-parade autrichien, elle arrive en 41e position et reste onze semaines. Dans les territoires flamand et wallon, Get Your Number atteint les 25e et 18e places en restant quatorze et treize semaines dans les classements,. La chanson entre en cinquième position du hit-parade finlandais le 12 octobre 2005. La semaine suivante, elle arrive en troisième position avant de sortir du classement deux semaines plus tard. Dans le hit-parade néerlandais, elle débute en dixième place le 15 novembre 2005 et passe douze semaines dans le hit-parade. En Nouvelle-Zélande et en Suède, Get Your Number n'a pas beaucoup de succès. Elle atteint les 34e et 49e places et ne reste que trois semaines au maximum,. En Suisse, la chanson entre à la quatorzième position et passe 21 semaines dans le classement. Dans le hit-parade britannique, la chanson débute à la neuvième place le 15 octobre 2005, elle redescend en dixième position la semaine suivante et passe huit semaines dans le classement.

## Clip
Le clip est réalisé par Jake Nava, celui qui a aussi réalisé le clip de Shake It Off. Il est filmé à Los Angeles les 1er et 2 septembre 2005 avec Jermaine Dupri comme artiste secondaire et Michael Ealy dans le rôle de l'amant de Carey. Le décor principal se situe dans une discothèque où Carey glisse son numéro à un homme. On voit Carey dans plusieurs pièces avec plusieurs vêtements et tout particulièrement une combinaison en latex jaune. Dupri fait son apparition dans le rôle d'un homme qui reçoit les numéros de trois filles. La vidéo commence quand Carey entre dans une discothèque habillée d'une combinaison en latex jaune et d'un collier en or. Alors que la musique commence, on la voit devant un gros téléphone rouge. Puis Dupri s'avance dans la discothèque vers des filles et Carey passe le numéro « 5 » à Ealy sur une carte tout en lui faisant un clin d'œil.
On voit ensuite Carey dans sa combinaison devant le téléphone rouge avant que la piste de danse se transforme en table de poker où Ealy révèle les trois numéros « 556 ». Il collecte ainsi quatre des sept chiffres du numéro de téléphone de Carey. La scène suivante montre cette dernière allongée sur un large canapé rose dans une pièce vide où elle porte uniquement une veste blanche et des talons aiguilles. Lorsque la chanson atteint le pont, on voit Carey dans la pièce principale de la discothèque donner le numéro « 4 » à l'homme. Puis on voit encore Carey dans sa combinaison : elle marche cette fois-ci le long d'une petite allée et glisse un deuxième numéro « 4 » dans la poche de l'homme avant d'entrer dans la discothèque avec d'autres personnes. Tandis que la vidéo approche de la fin, on voit le numéro « 555-6464 » sur le canapé rose tandis que Carey s'assied dessus, aux côtés d'Ealy qui la contemple. La vidéo se termine lorsqu'Ealy se rapproche lentement d'elle tandis qu'elle sourit à la caméra.

## Versions
CD single européen
1. Get Your Number
2. Shake It Off (Remix featuring Jay-Z and Young Jeezy)

CD maxi single européen
1. Get Your Number
2. We Belong Together (Atlantic Soul Radio Edit)

CD single britannique
1. Get Your Number
2. Shake It Off

CD maxi single australien/européen
1. Get Your Number
2. We Belong Together (Atlantic Soul Radio Edit)
3. Secret Love
4. Get Your Number (Video)

CD maxi single britannique
1. Get Your Number
2. Shake It Off
3. Secret Love

## Crédits
Crédits issus de l'album The Emancipation of Mimi
- Mariah Carey – écriture, production, chant
- Jermaine Dupri – écriture, production, chant
- Johntà Austin – écriture
- Ashley Ingram – écriture
- John Phillips – écriture
- Steve Jolley – écriture
- Tony Swain – écriture
- Phil Tan – mixage audio
- Herb Power – mastering
- Brian Frye – ingénieur
- John Horesco – ingénieur
- Trey Lorenz – chœurs

## Classements
| Pays             | Position |
| ---------------- | -------- |
| Allemagne        | 27       |
| Australie        | 19       |
| Autriche         | 41       |
| Belgique (NL)    | 25       |
| Belgique (Fr)    | 18       |
| Finlande         | 3        |
| Irlande          | 15       |
| Nouvelle-Zélande | 34       |
| Pays-Bas         | 10       |
| Royaume-Uni      | 9        |
| Suède            | 49       |
| Suisse           | 14       |

| Pays     | Position | Année | Période   |
| -------- | -------- | ----- | --------- |
| Pays-Bas | 77       | 2005  | 2004-2005 |

## Historique des sorties
| Pays             | Format               | Date            |
| ---------------- | -------------------- | --------------- |
| Royaume-Uni      | CD single            | 3 octobre 2005  |
| Allemagne        | Téléchargement légal | 28 octobre 2005 |
| Australie        | Téléchargement légal | 28 octobre 2005 |
| Nouvelle-Zélande | Téléchargement légal | 28 octobre 2005 |
| Pays-Bas         | Téléchargement légal | 28 octobre 2005 |
| France           | CD single            | 4 novembre 2005 |

## Compléments